# WK Trikes

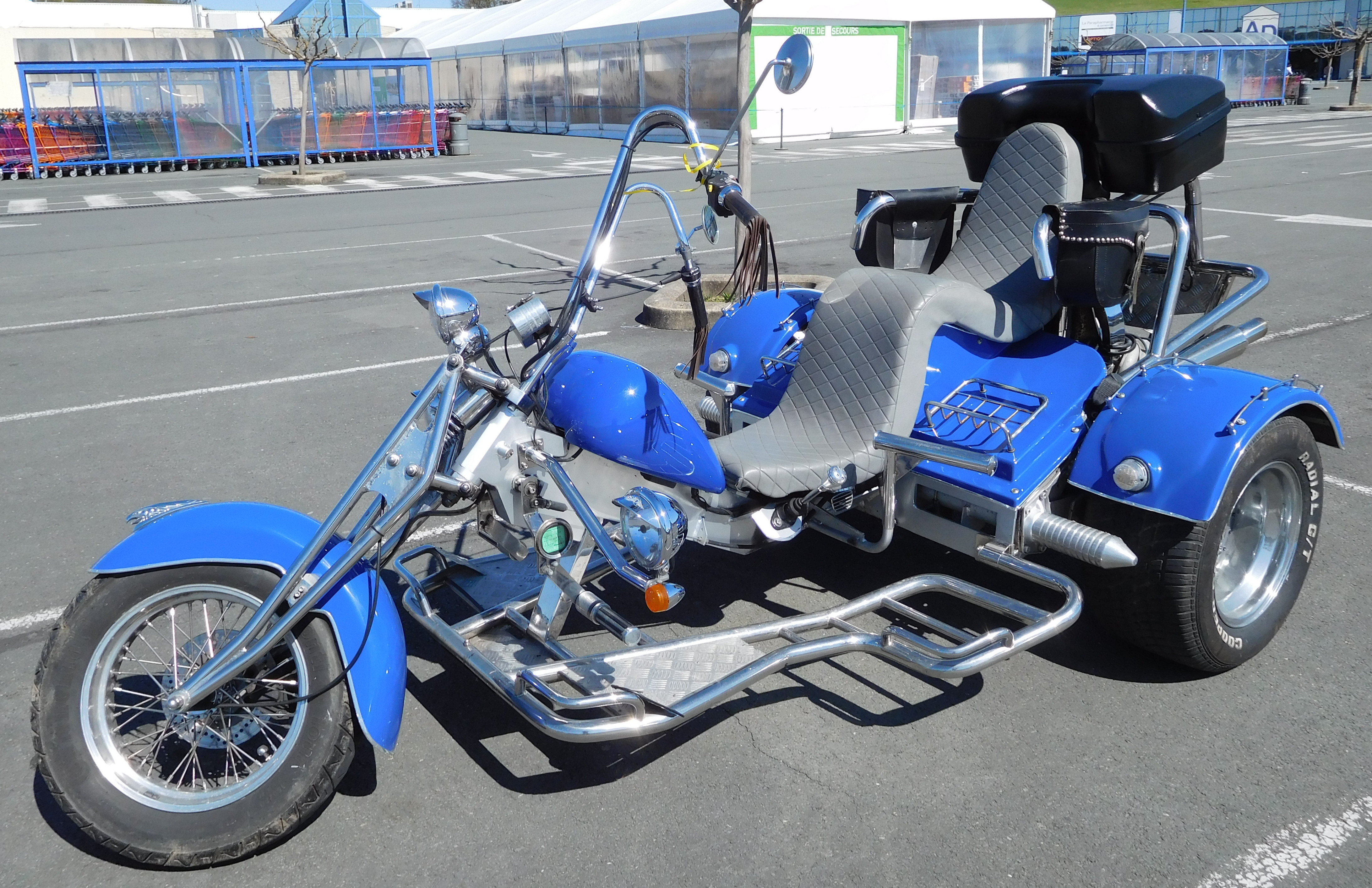

WK Trikes est un constructeur de trikes de nationalité allemande.